# Hanna Oktaba
Hanna Jadwiga Oktaba (ur. 1951 w Warszawie) – polsko-meksykańska informatyczka.

## Życiorys
Hanna Oktaba w 1969 rozpoczęła studia matematyczne na Uniwersytecie Warszawskim, na III roku wybrała specjalizację informatyczną. Tytuł magistra uzyskała w 1974. Tam też odbyła studia doktoranckie pod kierunkiem Andrzeja Salwickiego i Antoniego Kreczmara zakończone uzyskaniem stopnia doktorskiego w 1982. W ramach pracy na Uniwersytecie Warszawskim współtworzyła język programowania Loglan 82 (odpowiadała m.in. za tłumaczenie z rosyjskiego dokumentacji Simuli 67). W 1983, chcąc dołączyć do męża, także informatyka, wyjechała na początkowo roczny kontrakt na Uniwersytecie Narodowym w Meksyku. Początkowo wyjazd miał nastąpić w 1981, musiał być jednak przełożony ze względu na wprowadzenie stanu wojennego. W Meksyku początkowo prowadziła wykłady o Simuli 67, następnie została specjalistką od projektowaniem systemów.
W 1999 Oktaba z trojgiem współpracowników założyła Asociación Mexicana para la Calidad de la Ingeniería Software (Meksykański Związek na rzecz Jakości Inżynierii Oprogramowania). Opracowywała także rozwiązania dla rządu meksykańskiego (np. Moprosoft).
Matka Katarzyny.

## Publikacje książkowe
- Hanna Oktaba, Wiesława Ratajczak: Realizacja programu w SIMULI-67. Warszawa: Wydawnictwa Uniwersytetu Warszawskiego, 1977, s. 42. OCLC 751385980.
- Hanna Oktaba, Wiesława Ratajczak: SIMULA-67. Warszawa: Wydawnictwa Naukowo-Techniczne, 1980, s. 200. ISBN 83-204-0128-3. OCLC 830957196.
- Hanna Oktaba, Mario Piattini(inne języki): Software Process Improvement for Small and Medium Enterprises: Techniques and Case Studies. Information Science Reference, 2008, s. 112. ISBN 978-1-59904-906-9. (ang.).
- Hanna Oktaba, Mario G. Piattini Velthuis, María Julia Orozco Mendoza, Claudia Alquicira Esquivel, Fco. José Pino Correa: Competisoft. Mejora de Procesos Software para Pequeñas y Medianas Empresas y Proyectos. RA-MA, 2008, s. 284. ISBN 978-84-7897-901-1. (hiszp.).
- Hanna Oktaba, Magdalena Dávila Muñoz: Especialización de MoProSoft basada en el método ágil Scrum: Encontrando la unión entre prácticas de modelos prescriptivos y prácticas ágiles. Editorial Académica Española, 2011, s. 112. ISBN 978-3-8465-7272-6. (hiszp.).
- Hanna Oktaba, Maria del Pilar Angeles: Sistema de Evaluación de Asesores ISO 15504: Cuerpo de conocimiento y guía de evaluación. Editorial Académica Española, 2013, s. 156. ISBN 978-3-8484-6665-8. (hiszp.).